# Mount Waddington
Der Mount Waddington ist mit 4019 m der höchste Berg der Coast Mountains in der kanadischen Provinz British Columbia. Er wird oft mit dem Mont Blanc verglichen.
Er ist der höchste Berg, der vollständig in British Columbia liegt. Mount Fairweather und Mount Quincy Adams sind höher, liegen aber teilweise in Alaska.
Er gilt als schwer zu besteigender Berg. Erst im Jahr 1936 gelang Fritz Wiessner mit William P. House die Erstbesteigung. Vor Wiessners Besteigung scheiterten 16 Expeditionen, zu denen auch ein Versuch im Jahr 1934 einer Gruppe mit Neal M. Carter gehörte, und danach zwölf weitere Besteigungsversuche. Erst 1942 erfolgte die zweite Besteigung des Berges auf der Wiessner-Route.
Er ist benannt nach dem britischen Politiker, Autor und Geschäftsmann Alfred Penderell Waddington (1801–1872).